# WITH YOU (BREAKERZのアルバム)
『WITH YOU』（ウィズ・ユー）は、BREAKERZの7枚目のアルバム。2021年8月25日、ZAIN RECORDSからリリースされた。

## 収録曲
1. WITH YOU
  - 作詞・作曲：DAIGO / 編曲：宅見将典、BREAKERZ
2. LOVE STAGE
  - 作詞：DAIGO、SHINPEI / 作曲：SHINPEI / 編曲：BREAKERZ
3. Blue Moon
  - 作詞・作曲：AKIHIDE / 編曲：BREAKERZ
4. I lost（with Mai Kuraki）[2][3]
  - 作詞・作曲：DAIGO / 編曲：飯田匡彦、BREAKERZ
5. 闇夜に舞う青い鳥
  - 作詞：DAIGO / 作曲：AKIHIDE / 編曲：BREAEKERZ
6. BARABARA
  - 作詞：DAIGO、AKIHIDE / 作曲：AKIHIDE / 編曲：BREAKERZ
7. Judgment
  - 作詞：DAIGO / 作曲：AKIHIDE / 編曲：BREAEKERZ
8. UNDER THE MASK
  - 作詞・作曲：DAIGO / 編曲：宅見将典、BREAKERZ
9. I love my daughter
  - 作詞・作曲：DAIGO / 編曲：宅見将典、BREAKERZ
10. End Roll
  - 作詞：DAIGO / 作曲：SHINPEI / 編曲：BREAKERZ

## レコーディング参加
- 石井悠也 - ドラム
- 土橋誠 - ドラム
- 浜崎賢太 - ベース
- 宅見将典 - ベース、ピアノ
- 小野塚晃 - オルガン